# Lisa America
Lisa America, född 25 maj 2005 i Italien, död 24 april 2020, var en varmblodig travhäst. Hon tränades av Jerry Riordan.
Lisa America tävlade åren 2008–2012 och sprang in 13 miljoner kronor på 65 starter varav 22 segrar. Bland hennes främsta meriter räknas segrarna i Gran Premio d'Europa (2009), Oslo Grand Prix (2010), Åby Stora Pris (2010), Sundsvall Open Trot (2010) och Gran Premio Costa Azzurra (2011). Hon anses vara en av travhistoriens bästa tävlingsston.
Hon deltog i Elitloppet på Solvalla upplagorna 2009 och 2010, men tog sig inte vidare till final någon av gångerna. I samband med deltagandet i 2009 års upplaga var hon det första fyraåriga stoet som deltagit i loppet sedan Moni Maker 1997.
Sedan 2012 ägdes hon av Lutfi Kolgjini som avelssto. Hon dog den 24 april 2020, i samband med att hennes sjätte föl skulle födas.